# Canibus
Canibus, pseudonimo di Germaine Williams (Kingston, 9 dicembre 1974), è un rapper statunitense, di origini giamaicane.
Si fa notare nel panorama underground alla fine degli anni novanta per il suo stile aggressivo e il suono hardcore: nonostante un paio di album con la Universal (Can-I-Bus e 2000 B.C. (Before Can-I-Bus)), Canibus diviene un nome noto per le battle rap e le faide con LL Cool J ed Eminem, distogliendo l'attenzione dai suoi lavori e tornando nella scena underground. Divenuto un artista indipendente, rientra in classifica con un paio di lavori, ma la maggior parte dei suoi sforzi (tra cui Mic Club: The Curriculum, Rip the Jacker, C of Tranquility) finiscono per essere considerati solo dalla sua nicchia di appassionati.

## Biografia
Nasce in Giamaica, trasferendosi negli Stati Uniti da bambino e spostandosi continuamente a causa del lavoro della madre. Si avvicina all'hip hop a metà anni novanta, entrando nel gruppo musicale T.H.E.M. (composto anche dal rapper Webb). A causa di un dissidio con Webb, Canibus intraprende la carriera da artista solista muovendosi nel circuito underground e iniziando a pubblicare una serie di mixtape fino a quando partecipa a diverse produzioni realizzate dalle major discografiche: collabora con molti rapper, ma si fa notare soprattutto per le performance in Desperados dei The Firm presente in The Album, Gone Til' November di Wyclef Jean e 4,3,2,1, brano di LL Cool J incluso in Phenomenon feat. Redman, DMX e Method Man.
Ciononostante, nello stesso periodo pubblica Second Round K.O., un dissing nei confronti di LL Cool J che presenta la collaborazione anche di Mike Tyson. La faida ottiene un largo seguito e il suo album di debutto diviene uno dei più attesi della scena: nel 1998 esce Can-I-Bus. Il progetto si rivela un grande successo commerciale – 2º nella Billboard 200 – tuttavia è accolto freddamente da una parte degli autori musicali, che criticano la produzione di Wyclef Jean e il lirismo del rapper. Canibus si fa da parte per un paio d'anni, tornando con il suo secondo album, 2000 B.C. (Before Can-I-Bus), nuovamente prodotto dalla major Universal: Canibus è già coinvolto in diverse faide con artisti di alto profilo (LL Cool J e Wyclef Jean) ed è noto soprattutto per le battle rap, tuttavia non è popolare come prima. L'album non è promosso adeguatamente e passa in secondo piano, perciò, a causa dello scarso risultato commerciale, la Universal rescinde il contratto con Williams e lo lascia senza etichetta.
Il rapper torna nella scena underground e pubblica il suo terzo prodotto, C! True Hollywood Stories (2001): l'idea del rapper è quella di fare un album satirico rivisitando il personaggio di Stan della canzone di Eminem e ridandogli vita, nonostante ciò gli addetti ai lavori non ne comprendono le iniziali intenzioni e stroncano il progetto. Con questo disco, Canibus perde stima e credibilità nel circuito: nasce una faida anche con lo stesso Eminem. Williams si riprende un po' di credibilità con l'uscita di Mic Club: The Curriculum (2002), quindi decide di arruolarsi nell'esercito degli Stati Uniti d'America. Nel 2004 è scoperto a fumare cannabis ed è congedato dall'esercito. Negli anni successivi continua a pubblicare album, collaborando con diversi artisti underground.

## Discografia

### Album da solista
Album in studio
- 1998 – Can-I-Bus
- 2000 – 2000 B.C. (Before Can-I-Bus)
- 2001 – C! True Hollywood Stories
- 2002 – Mic Club: The Curriculum
- 2003 – Rip the Jacker
- 2005 – Mind Control
- 2005 – Hip-Hop for Sale
- 2007 – For Whom the Beat Tolls
- 2010 – Melatonin Magik
- 2010 – C of Tranquility
- 2011 – Lyrical Law
- 2014 – Fait Accompli
- 2015 – Time Flys, Life Dies... Phoenix Rise (con Bronze Nazareth)

EP
- 2018 – Full Spectrum Dominance EP
- 2018 – Full Spectrum Dominance 2 EP
- 2018 – Full Spectrum Dominance 3 EP

Raccolte
- 2014 – The Masterpiece Collection

Mixtapes
- 2003 – The Brainstream
- 2003 – My Name Is Nobody
- 2005 – Mic Club Mixtape Master Volume One
- 2005 – The Vitruvian Man

### Album collaborativi
Album in studio
- 2003 – The Horsemen Project (con Killah Priest, Kurupt & Ras Kass come HRSMN)
- 2005 – Def Con Zero  (con Phoenix Orion come Cloak-n-Dagga)
- 2009 – Canibus & Keith Murray are The Undergods (con Keith Murray come The Undergods)
- 2011 – In Gods We Trust – Crush Microphones to Dust (con Keith Murray come The Undergods)
- 2011 – Lyrical Warfare  (con Webb come T.H.E.M.)
- 2013 – The 2nd Coming (con Bronze Nazareth, Cappadonna, M-Eighty, Nino Grave & Planet Asia come Almighty)
- 2014 – Historic EP (con Killah Priest, Kurupt & Ras Kass come HRSMN)

EP
- 2009 – Canibus and Keith Murray Are the Undergods (con Keith Murray come The Undergods)

## Filmografia
- Bamboozled (2000)
- Beef 2 (2004)
- The MC: Why We Do It (2004)